# Bataille de Grozny (mars 1996)
Pour les articles homonymes, voir Bataille de Grozny.
Conflit russo-tchétchène
(Première guerre de Tchétchénie)
Batailles
Batailles d'avant-guerre
- 1re Grozny
- Destruction de l'armée de l'air tchétchène (ru)

1994–1995
- Dolinskoïe
- Khankala
- 2e Grozny
- Bombardement de Chali
- Incident d'Aksaï (ru)
- Crise de Boudionnovsk
- Vedeno
- Bamout
- Massacre de Samachki
- Goudermes

1996
- Crise de Kizliar-Pervomaïskoïe
- Crise des otages de la mer Noire
- 3e Grozny
- Chatoï
- Attentat de Naltchik (ru)
- 4e Grozny

La bataille de Grozny de mars 1996, également connue sous le nom d'opération Rétribution, est une attaque surprise, étalée sur trois jours, lancée par des combattants tchétchènes tentant une prise d'assaut de la capitale Grozny, alors occupée par les forces armées russes.

## Contexte
En juin 1995, les Tchétchènes ont perdu toutes les grandes villes et villages. Sur ordre du général Aslan Maskhadov, la résistance tchétchène passe de la guerre conventionnelle à la guérilla, en se repliant sur les montagnes.

## La bataille
Le 6 mars 1996, des combattants tchétchènes lancent une attaque surprise sur Grozny, frappant depuis trois directions et encerclant des postes russes périphériques et des postes de police tchétchènes pro-russes locaux, prenant les troupes russes au dépourvu, infligeant des pertes importantes, capturant des armes et les magasins de munitions. L'attaque devait censé prouver la pression encore présente des Tchétchènes, pouvant encore lutter contre les forces russes.

## Conséquences
Trois jours plus tard, après la fuite de la ville par les Tchétchènes, les combats à Grozny se poursuivent pendant plusieurs jours ; les unités russes entrant périodiquement dans Grozny ont dû faire face à des tirs amis, qui les prenaient pour l'ennemi.
Le président Djokhar Doudaïev aurait qualifié l'attaque de « petite opération de harcèlement ». L'attaque n'était qu'une répétition d'une opération beaucoup plus importante qui aura lieu en août 1996.